# Amatol

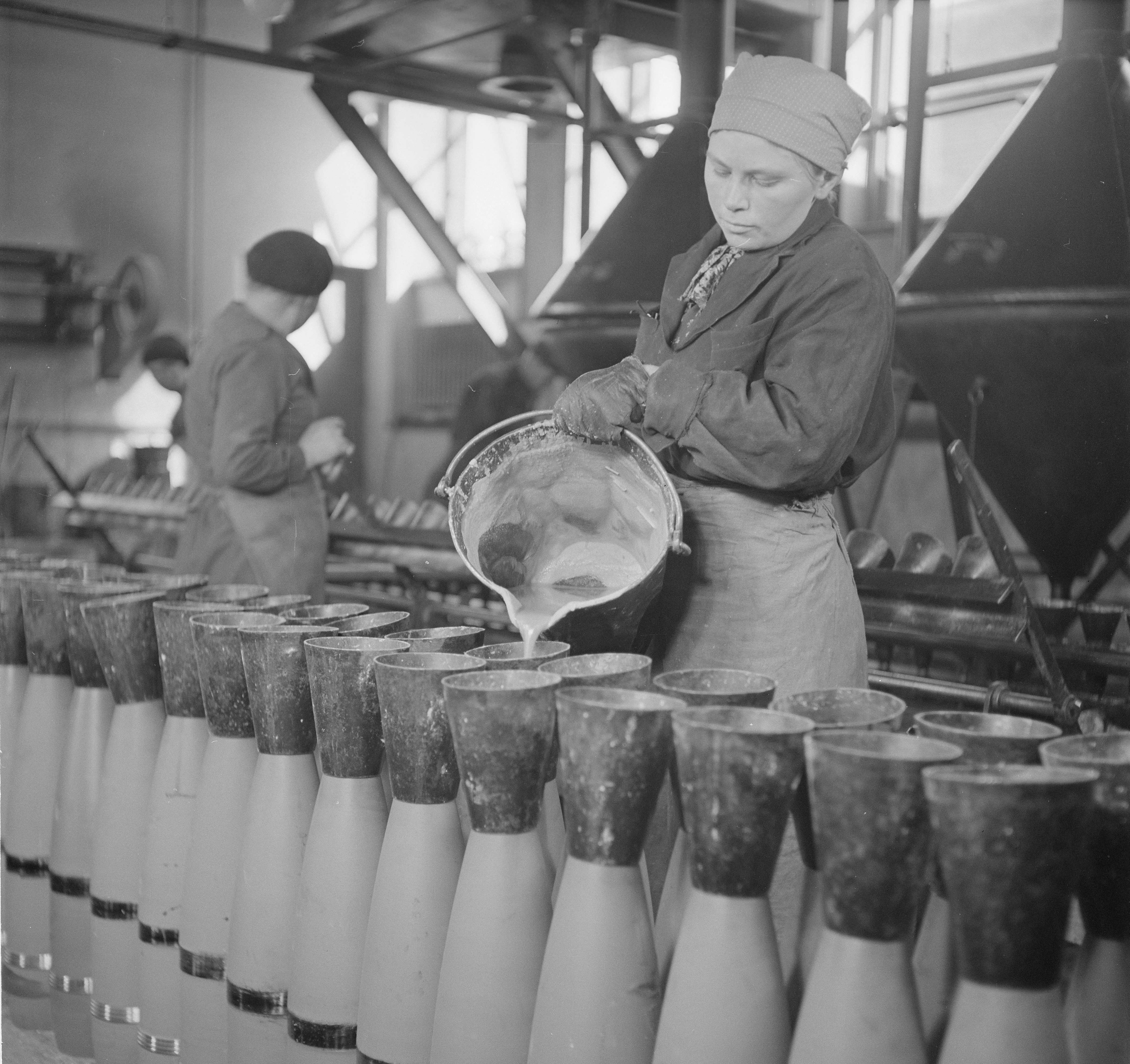
152 mm artillerigranater fylls med smält amatol i en ammunitionsfabrik i Finland under fortsättningskriget.

Amatol är ett sprängmedel som består av en blandning av trotyl och ammoniumnitrat. Amatol började tillverkas under första världskriget för att bättre utnyttja trotyl som var en bristvara. Ammoniumnitrat tillför ett överskott av syre till reaktionen vilket ökar energiinnehållet, dessutom är ammoniumnitrat avsevärt billigare än trotyl. Amatol användes i stor skala under första och andra världskriget men har idag till stor del ersatts av andra sprängmedel som till exempel hexotol som innehåller hexogen i stället för ammoniumnitrat.
Genom att tillsätta aluminiumpulver till amatol får man Minol.

## Synergi mellan trotyl och ammoniumnitrat
Trotyl är ett väldigt vanligt sprängmedel på grund av att det har hög brisans, är stabilt och okänsligt för stötar och fukt. Dessutom har det relativt låg smältpunkt (80°C) vilket gör att den lätt kan gjutas. Nackdelen är att den har relativt lågt energiinnehåll per kilo vilket beror på att trotyl inte innehåller tillräckligt med syre för att fullständigt oxidera toluen-ringen. Ammoniumnitrat har å andra sidan ett överskott av syre och har ett högre energiinnehåll, men har låg brisans. Ren ammoniumnitrat klarar ofta inte av att fortplanta detonationen och behöver därför blandas ut med andra ämnen för att användas som sprängmedel, som till exempel ANFO.
Genom att blanda trotyl med ammoniumnitrat fås en blandning som fortfarande har relativt hög brisans och dessutom högt energiinnehåll. Det syre som frigörs när ammoniumnitrat detonerar oxiderar kolvätet i toluen-ringen som trotyl är uppbyggd kring vilket frigör mer energi.

## Användning
Eftersom ammoniumnitrat är hygroskopiskt lämpar sig sprängmedel som innehåller ammoniumnitrat inte för lagring utan måste användas tämligen snart efter tillverkning. Det gör att amatol huvudsakligen har använts under krig när tillverkningen av ammunition behöver forceras. I mindre laddningar som till exempel artillerigranater behövs hög brisans för att slå sönder granatkroppen till splitter, och där används amatol med hög andel trotyl, typiskt 60/40. För större sprängladdningar som sjunkbomber, torpeder och flygbomber spelar brisansen mindre roll och där används amatol med större andel ammoniumnitrat, som mest 20/80. Med så hög koncentration ammoniumnitrat kan blandningen inte gjutas utan behöver extruderas eller pressas.